# Diócesis de Büraburg
La diócesis de Büraburg (en alemán: Bistum Büraburg) fue una circunscripción eclesiástica de la Iglesia católica en Alemania. Se trataba de una diócesis latina, inmediatamente sujeta a la Santa Sede. Fue suprimida en 755. 

## Territorio y organización

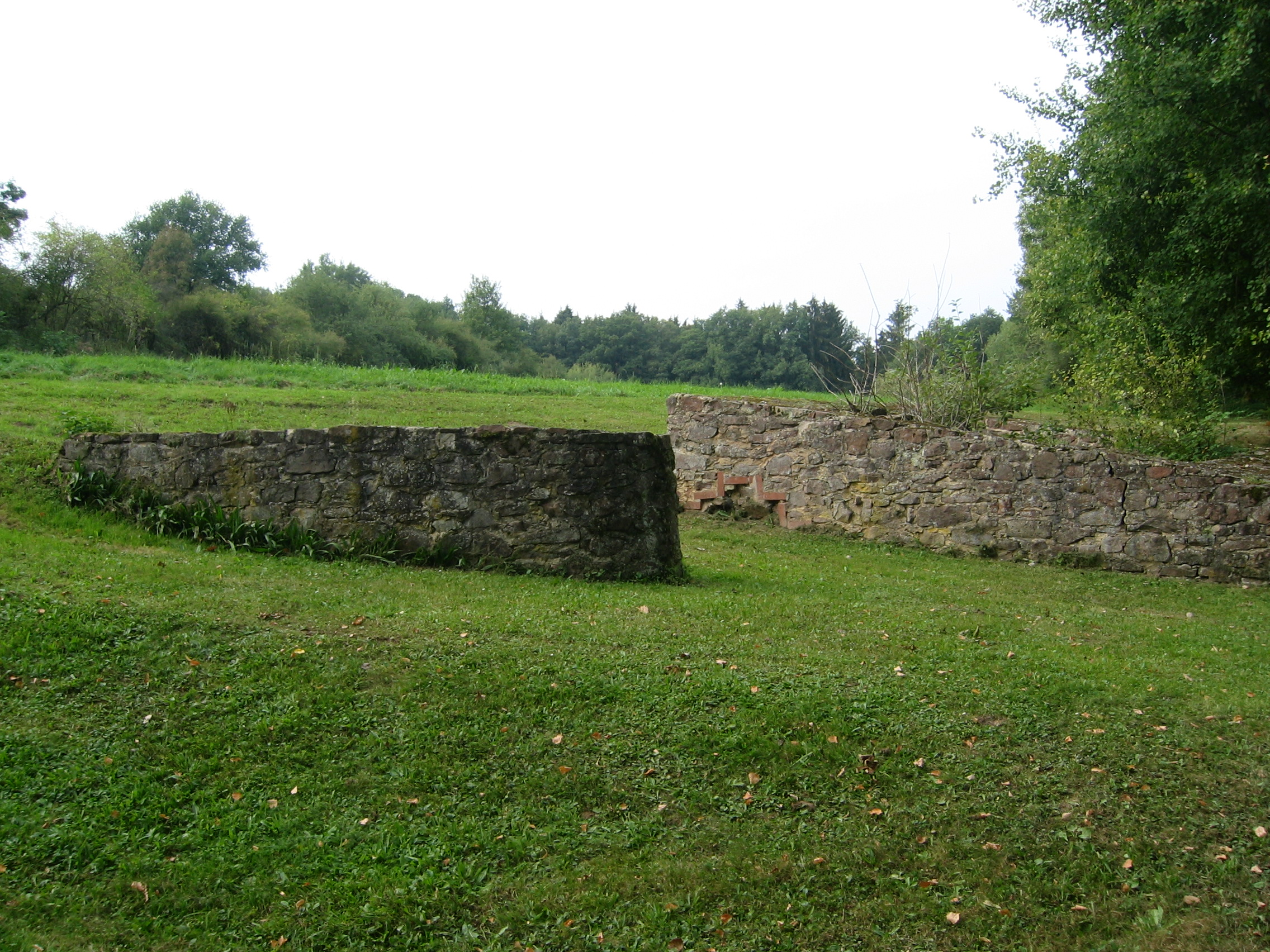
Ruinas en Büraburg

La diócesis extendía su jurisdicción sobre los fieles católicos de rito latino residentes en parte del actual estado de Hesse.
La sede de la diócesis se encontraba en la población de Büraburg en la colina Büraberg (ubicada en las cercanías de la ciudad de Fritzlar), en donde se halla la capilla de Santa María Brígida.

## Historia

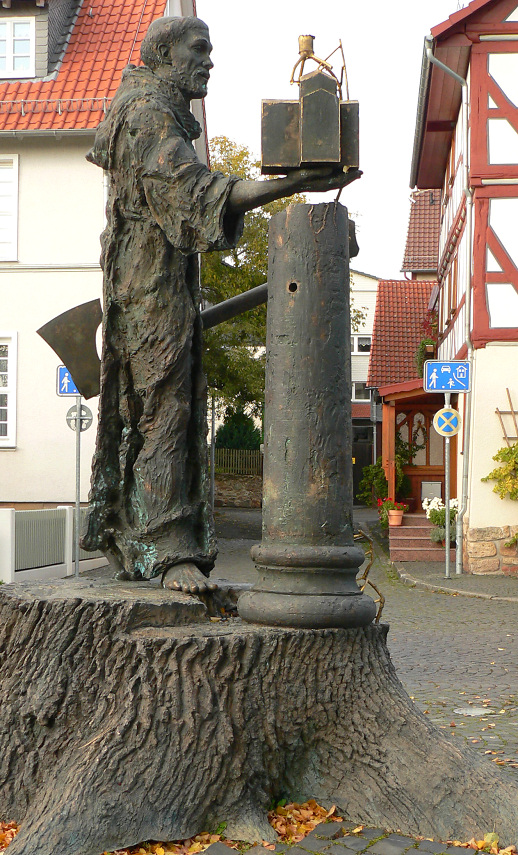
Estatua de Bonifacio en Fritzlar que representa al santo con un hacha tras talar el roble de Thor

Hacia el año 680 se construyó el castillo imperial franco de Büraburg, con una superficie interior de unas 8 hectáreas, un muro de mortero de al menos 1.50 m de espesor, varias torres y tres puertas. En las zonas más vulnerables se cavaron varias zanjas. En la parte oriental del espolón de montaña había un patio en el que se establecían las granjas campesinas y los artesanos. Hacia el año 700 las fortificaciones fueron reforzadas con muros nuevos, más gruesos (de unos 1.80 m). Se ampliaron las puertas y el asentamiento interior se hizo más denso y planificado (edificios de correos, casas de correos sobre vigas de piedra o sótanos, casas de pozo). En la meseta central de la cumbre se construyó la iglesia de Santa Brígida.
En el año 723 el Büraburg sirvió como base de operaciones y protección militar a san Bonifacio cuando taló el roble de Thor (árbol sagrado pagano) cerca de Geismar, a solo unos kilómetros de distancia, presumiblemente en la actual plaza de la iglesia de San Pedro en Fritzlar. Mandó construir una capilla con madera de roble, que dedicó al apóstol san Pedro. Esta iglesia de madera fue el núcleo del monasterio benedictino de Fritzlar, fundado por Bonifacio en 724, y como primer abad nombró a san Vigberto. Este monasterio fue reconvertido en colegiata en el año 1005.
En 738 el papa Gregorio III nombró a Bonifacio como legado papal para todo el Imperio franco. En 742 Bonifacio erigió a Büraburg, junto con Wurzburgo y Érfurt, como obispados. El compañero de Bonifacio, el obispo anglosajón Witta, se convirtió en el primer obispo de Büraburg. En 742/743 Witta participó en el Concilio germánico convocado por el rey franco Carlomán y presidido por san Bonifacio. La confirmación papal de Witta como obispo tuvo lugar el 1 de abril de 743 por el papa Zacarías, quien puso la diócesis presidida por Witta, su ordenación y su cargo bajo especial protección apostólica.
Sin embargo, ya en 755 la diócesis, junto con la diócesis de Érfurt, también fundada por Bonifacio, fue incorporada a la diócesis de Maguncia por Lulo, ya que ambas eran un obstáculo para la expansión de su diócesis hacia el este y su tarea como diócesis misioneras se consideraba cumplida. Büraburg era entonces, como arcedianato (posteriormente trasladado a Fritzlar), el centro de la autoridad de Maguncia en el norte de Hesse y en Eichsfeld.

## Episcopologio
- Witta † (741-755 sede suprimida)